# Breakthrough (album của Colbie Caillat)
Breakthrough (tạm dịch: Đột phá) là album phòng thu thứ hai của ca sĩ kiêm nhạc sĩ người Mỹ Colbie Caillat. Album được phát hành vào ngày 25 tháng 8 năm 2009 tại Mỹ bởi hãng Universal Republic. Đĩa đơn đầu tiên trích từ album, "Fallin' for You" được phát hành vào ngày 30 tháng 6 năm 2009, đạt đến vị trí thứ 12 trên Billboard Hot 100. Cho đến hiện nay, đây vẫn là album duy nhất của cô đạt ngôi đầu bảng tại Billboard 200, cũng như sở hữu lượng doanh số trong tuần đầu phát hành cao nhất với 106.000 bản.
Caillat làm việc cùng với nhiều nhà sản xuất, nhạc sĩ và nghệ sĩ trong album lần này, có bao gồm Greg Wells, Rick Nowels, John Shanks và giám khảo American Idol Kara DioGuardi. Breakthrough nhận được những đánh giá tương đối tích cực từ các nhà phê bình âm nhạc, và vinh dự nhận được một đề cử giải Grammy hạng mục Album giọng Pop xuất sắc nhất tại mùa giải lần thứ 52.

## Bối cảnh sản xuất
Caillat làm việc cùng với nhiều nhà sản xuất, nhạc sĩ và nghệ sĩ trong album lần này, có bao gồm Greg Wells, Rick Nowels, John Shanks và giám khảo American Idol Kara DioGuardi. Cô sắp đặt một buổi 'hội trại sáng tác' tại Hawaii, và mời nhiều nhà hợp tác thân thiết với cô như Jason Reeves, Mikal Blue (nhà đồng sản xuất và đồng sáng tác cho album đầu tay của cô) và Kara DioGuardi để giúp cô thực hiện album này. Phiên bản đặc biệt của Breakthrough được phát hành vào ngày 25 tháng 8 năm 2009 bao gồm 5 bài hát đính kèm.

## Tiếp nhận quan trọng
| Đánh giá chuyên môn | Đánh giá chuyên môn |
| Điểm trung bình     | Điểm trung bình     |
| Nguồn               | Đánh giá            |
| ------------------- | ------------------- |
| Metacritic          | 57/100              |
| Nguồn đánh giá      |                     |
| Nguồn               | Đánh giá            |
| About.com           | [ 5 ]               |
| AllMusic            | [ 1 ]               |
| Billboard           | (Tích cực)          |
| New York Daily News | [ 7 ]               |
| PopMatters          | [ 8 ]               |
| Q                   | [ 9 ]               |
| Rolling Stone       | [ 10 ]              |
| Slant Magazine      | [ 11 ]              |
| Sputnikmusic        | [ 12 ]              |
| Uncut               | [ 9 ]               |

Breakthrough nhận được những đánh giá tương đối tích cực từ các nhà phê bình âm nhạc. Michael Lello từ Pop Matters phong tặng album này 7/10 sao, khi cho đề cao "tính kiên định trong xuyên suốt 12 bài hát" và khẳng định album "có kết cấu phong phú, không phải chỉ là một tuyển tập các đĩa đơn đầy hứa hẹn trên các đài phát thanh thông thường, mà là một album vẫn còn giữ nguyên được tính cách của nghệ sĩ trình bày nó." Allmusic phong tặng 3/5 sao cho album này và cho rằng: "'Breakthrough' là một tác phẩm mang nhiều dự tính và được đầu tư hơn sản phẩm đầu tay trước, nhưng may thay, nó không quá ảnh hưởng đến sức giản dị quyến rũ của Caillat". Tạp chí Billboard cho một bài đánh giá trung bình khi cho rằng: "Breakthrough chưa hẳn thực sự lột tả được đến mức như tựa đề của nó. Nhưng những bài hát trong đó có thoát được ra khỏi những công thức cũ kĩ trước đây... khiến ta phải thở phào nhẹ nhõm..." Bản đánh giá của Sputnikmusic cho nhiều khía cạnh tích cực hơn, khi họ cho rằng: "Chất giọng nhẹ nhàng của Colbie cùng những âm thanh ấm áp và những đoạn điệp khúc dễ nhớ đều khiến album này đáng được nghe..." Jim Farber từ Daily News cho rằng "với những bài hát bắt tai như thế này, người ta có thể dễ dàng hát cùng với nó.

## Các đĩa đơn
- "Fallin' For You" được phát hành làm đĩa đơn mở đầu cho album vào ngày 30 tháng 6 năm 2009. Nó xuất hiện tại vị trí thứ 12 trên Billboard Hot 100 của Mỹ, trở thành ca khúc có cú mở đầu cao nhất của Caillat. Video âm nhạc đi kèm được phát hành vào tháng 7.
- "I Never Told You" là đĩa đơn thứ hai và là đĩa đơn cuối cùng từ album. Nó được phát hành chính thức vào ngày 16 tháng 2 năm 2010.[15][16] Nó đạt vị trí thứ 48 trên Billboard Hot 100.[17]

## Danh sách bài hát
| Breakthrough – Phiên bản tiêu chuẩn | Breakthrough – Phiên bản tiêu chuẩn      | Breakthrough – Phiên bản tiêu chuẩn      | Breakthrough – Phiên bản tiêu chuẩn | Breakthrough – Phiên bản tiêu chuẩn |
| STT                                 | Nhan đề                                  | Sáng tác                                 | Tác phẩm                            | Thời lượng                          |
| ----------------------------------- | ---------------------------------------- | ---------------------------------------- | ----------------------------------- | ----------------------------------- |
| 1.                                  | "I Won't"                                | Colbie Caillat Jason Reeves Makana Rowan | Ken Caillat                         | 3:47                                |
| 2.                                  | "Begin Again"                            | C. Caillat Kara DioGuardi Reeves         | John Shanks                         | 4:16                                |
| 3.                                  | "You Got Me"                             | C. Caillat Shanks                        | Shanks                              | 4:02                                |
| 4.                                  | "Fallin' for You"                        | C. Caillat Rick Nowels                   | K. Caillat Nowels Shanks            | 3:37                                |
| 5.                                  | "Rainbow"                                | C. Caillat Reeves                        | K. Caillat                          | 3:58                                |
| 6.                                  | "Droplets" (đóng vai chính Jason Reeves) | C. Caillat Reeves                        | K. Caillat                          | 3:26                                |
| 7.                                  | "I Never Told You"                       | C. Caillat Dioguardi Reeves              | K. Caillat                          | 3:55                                |
| 8.                                  | "Fearless"                               | C. Caillat Dioguardi Reeves Mikal Blue   | Greg Wells                          | 5:07                                |
| 9.                                  | "Runnin' Around"                         | C. Caillat Nowels                        | K. Caillat Nowels                   | 3:49                                |
| 10.                                 | "Break Through"                          | C. Caillat Nowels                        | K. Caillat Nowels                   | 3:40                                |
| 11.                                 | "It Stops Today"                         | C. Caillat Reeves                        | K. Caillat                          | 3:49                                |
| 12.                                 | "Breakin' at the Cracks"                 | C. Caillat Reeves                        | K. Caillat                          | 5:41                                |

| Breakthrough – Phiên bản cao cấp (các bài hát thưởng) | Breakthrough – Phiên bản cao cấp (các bài hát thưởng) | Breakthrough – Phiên bản cao cấp (các bài hát thưởng) | Breakthrough – Phiên bản cao cấp (các bài hát thưởng) | Breakthrough – Phiên bản cao cấp (các bài hát thưởng) |
| STT                                                   | Nhan đề                                               | Sáng tác                                              | Tác phẩm                                              | Thời lượng                                            |
| ----------------------------------------------------- | ----------------------------------------------------- | ----------------------------------------------------- | ----------------------------------------------------- | ----------------------------------------------------- |
| 13.                                                   | "What I Wanted to Say"                                | C. Caillat Dioguardi Reeves Blue                      | K. Caillat                                            | 4:34                                                  |
| 14.                                                   | "Out of My Mind"                                      | C. Caillat Tim Fagan Reeves                           | Blue                                                  | 4:40                                                  |
| 15.                                                   | "Don't Hold Me Down"                                  | C. Caillat Nowels                                     | Shanks                                                | 3:48                                                  |
| 16.                                                   | "Never Let You Go"                                    | C. Caillat Nowels                                     | Shanks                                                | 4:19                                                  |
| 17.                                                   | "Stay with Me"                                        | C. Caillat Stacy Blue                                 | K. Caillat                                            | 4:27                                                  |

| Breakthrough – Phiên bản cao cấp iTunes (các bài hát thưởng) | Breakthrough – Phiên bản cao cấp iTunes (các bài hát thưởng) | Breakthrough – Phiên bản cao cấp iTunes (các bài hát thưởng) | Breakthrough – Phiên bản cao cấp iTunes (các bài hát thưởng) |
| STT                                                          | Nhan đề                                                      | Sáng tác                                                     | Thời lượng                                                   |
| ------------------------------------------------------------ | ------------------------------------------------------------ | ------------------------------------------------------------ | ------------------------------------------------------------ |
| 18.                                                          | "Hold Your Head High" (chỉ dành cho album)                   | C. Caillat Nowels                                            | 4:19                                                         |
| 19.                                                          | "Begin Again" (phiên bản reggae)                             | C. Caillat Dioguardi Reeves                                  | 3:59                                                         |

| Breakthrough – Phiên bản châu Âu và châu Mỹ la tinh (các bài hát thưởng) | Breakthrough – Phiên bản châu Âu và châu Mỹ la tinh (các bài hát thưởng) | Breakthrough – Phiên bản châu Âu và châu Mỹ la tinh (các bài hát thưởng) | Breakthrough – Phiên bản châu Âu và châu Mỹ la tinh (các bài hát thưởng) | Breakthrough – Phiên bản châu Âu và châu Mỹ la tinh (các bài hát thưởng) |
| STT                                                                      | Nhan đề                                                                  | Sáng tác                                                                 | Tác phẩm                                                                 | Thời lượng                                                               |
| ------------------------------------------------------------------------ | ------------------------------------------------------------------------ | ------------------------------------------------------------------------ | ------------------------------------------------------------------------ | ------------------------------------------------------------------------ |
| 18.                                                                      | "Lucky" (với Jason Mraz)                                                 | C. Caillat Mraz Fagan                                                    | Martin Terefe                                                            | 3:09                                                                     |

| Breakthrough – Phiên bản tiếng Nhật và tiếng Úc (các bài hát thưởng) | Breakthrough – Phiên bản tiếng Nhật và tiếng Úc (các bài hát thưởng) | Breakthrough – Phiên bản tiếng Nhật và tiếng Úc (các bài hát thưởng) | Breakthrough – Phiên bản tiếng Nhật và tiếng Úc (các bài hát thưởng) | Breakthrough – Phiên bản tiếng Nhật và tiếng Úc (các bài hát thưởng) |
| STT                                                                  | Nhan đề                                                              | Sáng tác                                                             | Tác phẩm                                                             | Thời lượng                                                           |
| -------------------------------------------------------------------- | -------------------------------------------------------------------- | -------------------------------------------------------------------- | -------------------------------------------------------------------- | -------------------------------------------------------------------- |
| 18.                                                                  | "Lucky" (với Jason Mraz)                                             | C. Caillat Mraz Fagan                                                | Terefe                                                               | 3:09                                                                 |
| 19.                                                                  | "Begin Again" (phiên bản reggae)                                     | C. Caillat Dioguardi Reeves                                          | Shanks                                                               | 3:59                                                                 |

| Breakthrough – Phiên bản Rhapsody (bài hát thưởng) | Breakthrough – Phiên bản Rhapsody (bài hát thưởng)                   | Breakthrough – Phiên bản Rhapsody (bài hát thưởng) | Breakthrough – Phiên bản Rhapsody (bài hát thưởng) |
| STT                                                | Nhan đề                                                              | Sáng tác                                           | Thời lượng                                         |
| -------------------------------------------------- | -------------------------------------------------------------------- | -------------------------------------------------- | -------------------------------------------------- |
| 13.                                                | "Somethin' Special" (Phiên bản gốc xuất hiện trong phim Bride Wars.) | C. Caillat Blue                                    | 3:05                                               |

| Breakthrough – Phiên bản tiếng Đức (bài hát thưởng) | Breakthrough – Phiên bản tiếng Đức (bài hát thưởng) | Breakthrough – Phiên bản tiếng Đức (bài hát thưởng) | Breakthrough – Phiên bản tiếng Đức (bài hát thưởng) | Breakthrough – Phiên bản tiếng Đức (bài hát thưởng) |
| STT                                                 | Nhan đề                                             | Sáng tác                                            | Tác phẩm                                            | Thời lượng                                          |
| --------------------------------------------------- | --------------------------------------------------- | --------------------------------------------------- | --------------------------------------------------- | --------------------------------------------------- |
| 13.                                                 | "Lucky" (với Jason Mraz)                            | C. Caillat Mraz Fagan                               | Terefe                                              | 3:09                                                |

## Các biểu đồ
| Biểu đồ (2009)                      | Vị trí cao nhất |
| ----------------------------------- | --------------- |
| Album Úc (ARIA)                     | 59              |
| Album Áo (Ö3 Austria)               | 10              |
| Album Bỉ (Ultratop Vlaanderen)      | 37              |
| Album Bỉ (Ultratop Wallonie)        | 41              |
| Album Canada (Billboard)            | 5               |
| Album Hà Lan (Album Top 100)        | 24              |
| Album Pháp (SNEP)                   | 23              |
| Album Đức (Offizielle Top 100)      | 9               |
| Albums tiếng Nhật (Oricon)          | 42              |
| Album New Zealand (RMNZ)            | 31              |
| Album Bồ Đào Nha (AFP)              | 11              |
| Album Thụy Sĩ (Schweizer Hitparade) | 10              |
| Album Anh Quốc (OCC)                | 108             |
| US Billboard 200                    | 1               |
| Album Hoa Kỳ Top Rock (Billboard)   | 1               |

| Biểu đồ (2009)                 | Vị trí |
| ------------------------------ | ------ |
| US Billboard 200               | 107    |
| US Top Rock Albums (Billboard) | 27     |

| Biểu đồ (2010)                 | Vị trí |
| ------------------------------ | ------ |
| US Billboard 200               | 132    |
| US Top Rock Albums (Billboard) | 36     |

## Bán hành và chứng nhận
| Quốc gia | Chứng nhận | Số đơn vị/doanh số chứng nhận |
| -------- | ---------- | ----------------------------- |
| Hoa Kỳ   | Gold       | 500,000                       |
|          |            |                               |

## Lịch sử phát hành
| Quốc gia                 | Ngày                | Nhãn               | Định dạng          | Phiên bản  | Tham khảo |
| ------------------------ | ------------------- | ------------------ | ------------------ | ---------- | --------- |
| Nhật Bản                 | 19 tháng 8 năm 2009 | Universal Music    | CD Tải kỹ thuật số | Cao cấp    | [ 44 ]    |
| Đức                      | 21 tháng 8 năm 2009 | Universal Music    | CD Tải kỹ thuật số | Cao cấp    | [ 45 ]    |
| Pháp                     | 21 tháng 8 năm 2009 | Barclay            | CD Tải kỹ thuật số | Tiêu chuẩn | [ 46 ]    |
| Hoa Kỳ                   | 25 tháng 8 năm 2009 | Universal Republic | CD Tải kỹ thuật số | Cao cấp    | [ 47 ]    |
| Ý                        | 1 tháng 9 năm 2009  | Âm nhạc Universal  | CD Tải kỹ thuật số | Cao cấp    | [ 48 ]    |
| Vương quốc Liên hiệp Anh | 14 tháng 9 năm 2009 | Island             | CD Tải kỹ thuật số | Tiêu chuẩn | [ 49 ]    |